# Dario Dester
Dario Dester (né le 22 juillet 2000 à Gavardo) est un athlète italien, spécialiste des épreuves combinées.

## Biographie
En 2022 il termine 6e des championnats d'Europe avec un total de 8 218 pts, ce qui représente un nouveau record national. Deux ans plus tard il récidive avec une 6e place aux championnats d'Europe de Rome, améliorant au passage son record avec 8 235 pts.

## Palmarès
| Date | Compétition                    | Lieu     | Résultat | Épreuve    | Marque    |
| ---- | ------------------------------ | -------- | -------- | ---------- | --------- |
| 2019 | Championnats d'Europe juniors  | Borås    | 5e       | Décathlon  | 7 589 pts |
| 2021 | Championnats d'Europe en salle | Toruń    | 7e       | Heptathlon | 5 835 pts |
| 2021 | Multistars                     | Lana     | 4e       | Décathlon  | 7 758 pts |
| 2021 | Championnats d'Europe espoirs  | Tallinn  | 4e       | Décathlon  | 7 936 pts |
| 2022 | Championnats du monde en salle | Belgrade | 10e      | Heptathlon | 5 929 pts |
| 2022 | Multistars                     | Grosseto | 3e       | Décathlon  | 8 109 pts |
| 2022 | Championnats d'Europe          | Munich   | 6e       | Décathlon  | 8 218 pts |
| 2024 | Championnats d'Europe          | Rome     | 6e       | Décathlon  | 8 235 pts |

## Records

### Records personnels
| Épreuve           | Performance    | Lieu     | Date          |
| ----------------- | -------------- | -------- | ------------- |
| 100 mètres        | 10 s 76        | Grosseto | 30 avril 2022 |
| Saut en longueur  | 7,61 m         | Arona    | 12 juin 2021  |
| Lancer du poids   | 14,56 m        | Munich   | 15 août 2022  |
| Saut en hauteur   | 2,07 m         | Saronno  | 27 avril 2019 |
| 400 mètres        | 47 s 70        | Arona    | 4 juin 2022   |
| 110 mètres haies  | 14 s 11        | Modène   | 25 avril 2022 |
| Lancer du disque  | 43,04 m        | Munich   | 16 août 2022  |
| Saut à la perche  | 4,95 m         | Saronno  | 29 mai 2022   |
| Lancer du javelot | 63,66 m        | Rome     | 11 juin 2024  |
| 1 500 mètres      | 4 min 23 s 36  | Rome     | 11 juin 2024  |
| Décathlon         | 8 236 pts (NR) | Rome     | 11 juin 2024  |

| Épreuve          | Performance    | Lieu    | Date            |
| ---------------- | -------------- | ------- | --------------- |
| 60 mètres        | 6 s 92         | Aubière | 28 janvier 2023 |
| Saut en longueur | 7,68 m         | Ancône  | 8 février 2020  |
| Lancer du poids  | 14,25 m        | Toruń   | 6 mars 2021     |
| Saut en hauteur  | 2,01 m         | Bergame | 12 janvier 2019 |
| 60 mètres haies  | 7 s 94         | Ancône  | 20 janvier 2024 |
| Saut à la perche | 5,11 m         | Aubière | 28 janvier 2024 |
| 1 000 mètres     | 2 min 42 s 71  | Padoue  | 2 février 2020  |
| Heptathlon       | 6 076 pts (NR) | Ancône  | 21 février 2021 |